# Rough diamonds
Rough diamonds is het derde studioalbum van Jack the Lad. Het betekende het eind van de samenwerking met Charisma Records; Jack the Lad stapte over naar United Artists. Een verbetering werd het niet, want na de uitgifte van één album stopte Jack the Lad. Rough Diamonds werd in juli 1975 opgenomen in de Sound Techniques geluidsstudio opgenomen onder leiding van muziekproducent Simon Nicol, bekend vanwege een andere folkband: Fairport Convention. Het album geeft een afwisseling van eigen liedjes en traditionele volksliedjes (traditionals). Een plaats in de albumlijsten was niet weggelegd voor Rough diamonds.  

## Musici
- Bill Bitchell – gitaar, banjo, zang
- Simon Cowe – gitaar, toetsinstrumenten, piano, accordeon, bazouki, zang
- Ian 'Walter' Fairbarn – gitaar, mandoline, banjo, fiddle, zang
- Phil Murray – basgitaar, zang
- Ray Laidlaw – drumstel

met
- Ray Jackson (Jacka) – harp op Rocking chair en hoesontwerp (ruiten boer)
- John Kirkpatrick – accordeon op Gentleman soldier

## Muziek
| Nr. | Titel                                         | Duur |
| --- | --------------------------------------------- | ---- |
| 1.  | Rocking chair (Mitchell, V. Grey)             | 3:38 |
| 2.  | Smokers coughin’ (Cowe)                       | 2:45 |
| 3.  | Captain Grant (traditonal)                    | 2:48 |
| 4.  | My friend the drink (Mitchell)                | 2:23 |
| 5.  | A letter from France (Mitchell)               | 3:56 |
| 6.  | Gentleman soldier (traditonal)                | 2:59 |
| 7.  | Gardener of Eden (Cowe)                       | 3:26 |
| 8.  | One for the boy (Mitchell)                    | 3:12 |
| 9.  | The beachcomber (Cowe)                        | 3:52 |
| 10. | The ballad of Winston O’Flaherty (traditonal) | 2:22 |
| 11. | Jackie Lusive (Cowe)                          | 2:55 |
| 12. | Draught genius (traditonal)                   | 2:31 |
| 13. | Baby let me take you home (traditonal)        | 3:15 |

Track 12 en 13 kwamen niet voor op het originele album, maar werden op de compactdisc-versie meegeperst.